# 莫奈 (安德尔省)
莫奈（法語：Mosnay，法語發音：[monɛ]）是法国安德尔省的一个市镇，位于该省中南部，属于沙托鲁区。

## 地理
莫奈（46°37'19"N, 1°37'47"E）面积25.28 平方千米，位于法国中央-卢瓦尔河谷大区安德尔省，该省份为法国中部省份，北起卢瓦-谢尔省，西北接安德尔-卢瓦尔省，西南接维埃纳省，南至克勒兹省和上维埃纳省，东临谢尔省。
与莫奈接壤的市镇（或旧市镇、城区）包括：布埃斯、马耶、马利科尔奈、勒佩什罗、唐迪、韦勒。

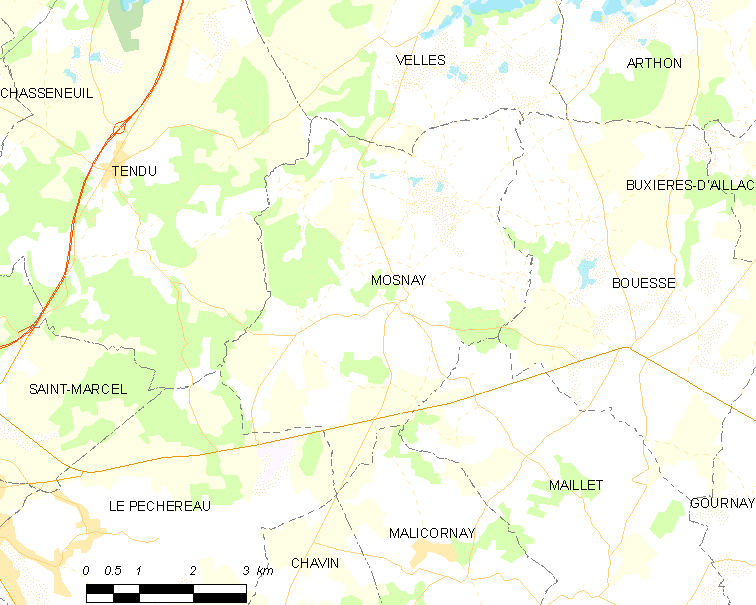
的OSM定位图

莫奈的时区为UTC+01:00、UTC+02:00（夏令时）。

## 行政
莫奈的邮政编码为36200，INSEE市镇编码为36131。

## 政治
莫奈所属的省级选区为克勒兹河畔阿让通县。

## 人口

1962-2008年间人口变化图示

莫奈于2022年1月1日时的人口数量为463人。